# Claderia
Claderia é um género botânico pertencente à família das orquídeas (Orchidaceae).